# (9782) Edo
(9782) Edo (1994 WM) – planetoida z grupy pasa głównego asteroid okrążająca Słońce w ciągu 4,09 lat w średniej odległości 2,56 j.a. Odkryta 25 listopada 1994 roku.